# Gilia leptantha
Gilia leptantha är en blågullsväxtart. Gilia leptantha ingår i släktet gilior, och familjen blågullsväxter.

## Underarter
Arten delas in i följande underarter:
- G. l. leptantha
- G. l. pinetorum
- G. l. purpusii
- G. l. transversa